# Niederdieten
Niederdieten (mundartlich Nirrerndiere) ist ein Dorf im Westen des Hessischen Hinterlandes und als solches ein Ortsteil der Gemeinde Breidenbach im mittelhessischen Landkreis Marburg-Biedenkopf. Die Siedlungsform des Dorfes wird als geschlossenes Haufendorf bezeichnet.

## Geographie

### Lage
Niederdieten liegt etwa acht Kilometer südwestlich von Biedenkopf und ist ein zweigeteiltes Haufendorf. Der südöstliche Teil bildet den größeren, ursprünglichen Ortskern (lokal Hewwern, also „Hüben“ genannt). Mitten durch den Ort, talseitig, führt die stark befahrene Bundesstraße 253. Der nördliche Teil ist eher moderner Bebauung, hauptsächlich nach 1945 und wird lokal Dewwern, also „Drüben“ genannt.
Fast die Hälfte der Gemarkung ist Waldfläche, vorwiegend Mischwald.

### Klima
Klimatisch liegt Niederdieten wie der gesamte Breidenbacher Grund im Grenzbereich der beiden Klimaräume Nordwest- und Südwestdeutschland, die sich im Bereich Mittelhessen trennen. Das heißt, es gibt sowohl maritime als auch festländische Einflüsse. Das Klima wird daher durch verhältnismäßig kühlere Sommer, aber auch nicht-alpine Wintertemperaturen gekennzeichnet, wobei Niederschläge von durchschnittlich ca. 900 mm ganzjährig fallen.

### Geologie
Die geologischen Verhältnisse zeugen vorwiegend von Verwitterungsböden, Grauwacke und Grauwackeverschieferungen. Vereinzelt sind auch Diabasverwitterungen anzutreffen.
Die Böden insgesamt sind steinig und nährstoffarm.

### Siedlungen und Wüstungen
In der Gemarkung Niederdietens lag die wüst gegangene Siedlung Heckenmühle, ein ehemaliges Mühlengehöft an einem in die Diete einmündenden Bachlauf. Heute erinnert nur noch der Flurname An der Heckenmühle an die ehemalige Siedlung, die um 1900 abgerissen wurde.

## Geschichte
Das exakte Alter Niederdietens lässt sich nicht genau bestimmen, eine erste Besiedlung ist spätestens im 11. Jahrhundert anzunehmen. Im Jahr 1299 wird in einem Gerichtsprozess Wiegand von Didenau urkundlich erwähnt. Daher gilt dieses Jahr, ebenso wie im benachbarten Oberdieten, als offizielles Gründungsjahr.
Seit fast ursprünglicher Zeit gehörte Niederdieten als hessisches Lehen zum Gericht Breidenbach.
Die Namensformen gehen im Laufe der Zeit von Nyderndydena (1339), Nedirdydenawe (1403), Niddern Diedenaw (1492) über Niederndieden (1630) auf das heutige Niederdieten über.
Mitte des 18. Jahrhunderts gab es „am Hallenberg“ eine Bergbaugrube.
Die Statistisch-topographisch-historische Beschreibung des Großherzogthums Hessen berichtet 1830 über Niederdieten:

„Niederdieten (L. Bez. Battenberg) evangel. Filialdorf; liegt 5 1⁄4 St. von Battenberg und gehört dem Freiherrn von Breidenstein. Der Ort besteht aus 41 Häusern und hat 268 evangelische Einwohner, so wie 2 Mahlmühlen. – Niederdieten kommt früher unter dem Namen Nydern-Dydena vor, und war wahrscheinlich ein altes Hessisches Lehen.“

Von größeren Katastrophen blieb Niederdieten, im Gegensatz zu den meisten Dörfern in der Umgegend, verschont, bis am 6. März 1878 brach hier ein Feuer aus, welches bei dem zu dieser Zeit herrschenden heftigen Sturm schnell um sich griff und mehrere Häuser in Schutt und Asche verwandelte.
1889 erhielt Niederdieten eine Telegrafenhilfsstelle. Seit 1904 bereits gibt es hier eine zentrale Wasserversorgung und seit 1909 die elektrische Stromversorgung.
Die beiden Weltkriege brachten auch den Einwohnern Niederdietens die allgemein üblichen Schreckensmeldungen und Verluste. In den Kriegen starben insgesamt 37 junge Männer aus Niederdieten bzw. sie wurden vermisst.
Nach dem Zweiten Weltkrieg gab es in Niederdieten ebenso wie fast überall in den westlichen Besatzungszonen die Einquartierungen von Evakuierten, Heimatvertriebenen und Flüchtlingen aus den ehemals ostdeutschen Gebieten, besonders aus der damaligen Tschechoslowakei, aus Ungarn und dem ehemaligen Jugoslawien.

### Historische Namensformen
Historisch dokumentierte Erwähnungen des Ortes sind:
- Didinahe, de (1299)
- Nyderndy-dena (1339)
- Nedirdydenawe (1403)
- Miedern Thiedenaw (1422)
- Niddern Diedenaw (1492)
- Niederndieden (1630)

### Gebietsreform
Am 1. Juli 1974 wurde die Gemeinde Niederdieten im Zuge der Gebietsreform in Hessen kraft Landesgesetz in die Gemeinde Breidenbach eingegliedert, letzter Bürgermeister war Gerhard Born.
Für Niederdieten wurde, wie für alle in der Gebietsreform eingegliederten Gemeinden von Breidenbach, ein Ortsbezirk mit Ortsbeirat und Ortsvorsteher nach der Hessischen Gemeindeordnung gebildet.

### Territorialgeschichte und Verwaltung im Überblick
Die folgende Liste zeigt im Überblick die Territorien, in denen Niederdieten lag, bzw. die Verwaltungseinheiten, denen es unterstand:
- vor 1567: Heiliges Römisches Reich, Landgrafschaft Hessen, Amt Blankenstein, Grund Breidenbach (Bereich des Untergerichts)
- ab 1567: Heiliges Römisches Reich, Landgrafschaft Hessen-Marburg, Amt Blankenstein, Grund Breidenbach[8]
- 1604–1648: strittig zwischen Hessen-Kassel und Hessen-Darmstadt (Hessenkrieg)
- ab 1604: Heiliges Römisches Reich, Landgrafschaft Hessen-Kassel, Amt Blankenstein, Grund Breidenbach
- ab 1627: Heiliges Römisches Reich, Landgrafschaft Hessen-Darmstadt, Oberfürstentum Hessen, Amt Blankenstein, Grund Breidenbach[9][10]
- ab 1806: Rheinbund, Großherzogtum Hessen, Oberfürstentum Hessen, Amt Blankenstein, Grund Breidenbach, Gericht Breitenbach[11]
- ab 1815: Deutscher Bund, Großherzogtum Hessen, Provinz Oberhessen, Amt Blankenstein, Grund Breidenbach[12]
- ab 1821: Deutscher Bund, Großherzogtum Hessen, Provinz Oberhessen, Landratsbezirk Battenberg[Anm. 1]
- ab 1832: Deutscher Bund, Großherzogtum Hessen, Provinz Oberhessen, Kreis Biedenkopf
- ab 1848: Deutscher Bund, Großherzogtum Hessen, Regierungsbezirk Biedenkopf
- ab 1852: Deutscher Bund, Großherzogtum Hessen, Provinz Oberhessen, Kreis Biedenkopf
- ab 1867: Norddeutscher Bund, Königreich Preußen, Provinz Hessen-Nassau, Regierungsbezirk Wiesbaden, Kreis Biedenkopf (übergangsweise Hinterlandkreis)[10]
- ab 1871: Deutsches Reich, Königreich Preußen, Provinz Hessen-Nassau, Regierungsbezirk Wiesbaden, Kreis Biedenkopf
- ab 1918: Deutsches Reich, Freistaat Preußen, Provinz Hessen-Nassau, Regierungsbezirk Wiesbaden, Kreis Biedenkopf
- ab 1932: Deutsches Reich, Freistaat Preußen, Provinz Hessen-Nassau, Regierungsbezirk Wiesbaden, Landkreis Dillenburg
- ab 1933: Deutsches Reich, Freistaat Preußen, Provinz Hessen-Nassau, Regierungsbezirk Wiesbaden, Landkreis Biedenkopf
- ab 1944: Deutsches Reich, Freistaat Preußen, Provinz Nassau, Landkreis Biedenkopf
- ab 1945: Amerikanische Besatzungszone, Groß-Hessen, Regierungsbezirk Wiesbaden, Landkreis Biedenkopf
- ab 1949: Bundesrepublik Deutschland, Land Hessen (seit 1946), Regierungsbezirk Wiesbaden, Landkreis Biedenkopf
- ab 1968: Bundesrepublik Deutschland, Land Hessen, Regierungsbezirk Darmstadt, Landkreis Biedenkopf
- ab 1974: Bundesrepublik Deutschland, Land Hessen, Regierungsbezirk Kassel, Landkreis Marburg-Biedenkopf
- am 1. Juli 1974 wurde Niederdieten als Ortsteil der neu gegründeten Gemeinde Stadtgemeinde Breidenbach eingegliedert.
- ab 1981: Bundesrepublik Deutschland, Land Hessen, Regierungsbezirk Gießen, Landkreis Marburg-Biedenkopf

### Bevölkerung

#### Einwohnerentwicklung
Quelle: Historisches Ortslexikon
| • 1577: | 025 Hausgesesse                                                            |
| • 1630: | 024 Hausgesesse. 2 zweispännige, 19 einspännige Ackerleute, 3 Einläuftige. |
| • 1677: | 020 Männer, 3 Jungmannschaften, 13 ledige Mannschaften                     |
| • 1742: | 038 Haushalte                                                              |
| • 1791: | 222 Einwohner                                                              |
| • 1800: | 215 Einwohner                                                              |
| • 1806: | 212 Einwohner, 39 Häuser                                                   |
| • 1829: | 268 Einwohner, 41 Häuser                                                   |

| Niederdieten: Einwohnerzahlen von 1791 bis 2018 | Niederdieten: Einwohnerzahlen von 1791 bis 2018 | Niederdieten: Einwohnerzahlen von 1791 bis 2018 | Niederdieten: Einwohnerzahlen von 1791 bis 2018 | Niederdieten: Einwohnerzahlen von 1791 bis 2018 |
| --- | ----------------------------------------------- | ----------------------------------------------- | ----------------------------------------------- | ----------------------------------------------- |
| Jahr |                                                 |                                                 |                                                 | Einwohner                                       |
| 1791 | 1791                                            |                                                 | 205                                             | 205                                             |
| 1800 | 1800                                            |                                                 | 215                                             | 215                                             |
| 1806 | 1806                                            |                                                 | 212                                             | 212                                             |
| 1829 | 1829                                            |                                                 | 268                                             | 268                                             |
| 1834 | 1834                                            |                                                 | 289                                             | 289                                             |
| 1840 | 1840                                            |                                                 | 300                                             | 300                                             |
| 1846 | 1846                                            |                                                 | 307                                             | 307                                             |
| 1852 | 1852                                            |                                                 | 273                                             | 273                                             |
| 1858 | 1858                                            |                                                 | 273                                             | 273                                             |
| 1864 | 1864                                            |                                                 | 260                                             | 260                                             |
| 1871 | 1871                                            |                                                 | 264                                             | 264                                             |
| 1875 | 1875                                            |                                                 | 271                                             | 271                                             |
| 1885 | 1885                                            |                                                 | 298                                             | 298                                             |
| 1895 | 1895                                            |                                                 | 311                                             | 311                                             |
| 1905 | 1905                                            |                                                 | 296                                             | 296                                             |
| 1910 | 1910                                            |                                                 | 322                                             | 322                                             |
| 1925 | 1925                                            |                                                 | 333                                             | 333                                             |
| 1939 | 1939                                            |                                                 | 367                                             | 367                                             |
| 1946 | 1946                                            |                                                 | 526                                             | 526                                             |
| 1950 | 1950                                            |                                                 | 521                                             | 521                                             |
| 1956 | 1956                                            |                                                 | 495                                             | 495                                             |
| 1961 | 1961                                            |                                                 | 528                                             | 528                                             |
| 1967 | 1967                                            |                                                 | 539                                             | 539                                             |
| 1980 | 1980                                            |                                                 | ?                                               | ?                                               |
| 1990 | 1990                                            |                                                 | ?                                               | ?                                               |
| 2000 | 2000                                            |                                                 | ?                                               | ?                                               |
| 2011 | 2011                                            |                                                 | 630                                             | 630                                             |
| 2015 | 2015                                            |                                                 | 671                                             | 671                                             |
| 2018 | 2018                                            |                                                 | 529                                             | 529                                             |
| Datenquelle: Historisches Gemeindeverzeichnis für Hessen: Die Bevölkerung der Gemeinden 1834 bis 1967. Wiesbaden: Hessisches Statistisches Landesamt, 1968. Weitere Quellen: ; Gemeinde Breitenbach:; Zensus 2011 |                                                 |                                                 |                                                 |                                                 |

#### Religionszugehörigkeit
Quelle: Historisches Ortslexikon
| • 1830: | 268 evangelische(= 100 %) Einwohner                                        |
| • 1885: | 298 evangelische(= 100 %) Einwohner                                        |
| • 1961: | 421 evangelische (= 79,73 %), 97 römisch-katholische (= 18,37 %) Einwohner |

#### Erwerbstätigkeit
Quelle: Historisches Ortslexikon
| • 1867: | Erwerbspersonen: 56 Landwirtschaft, 1 Verkehr, 1 Gesundheitspflege, 1 Erziehung und Unterricht.                                       |
| • 1961: | Erwerbspersonen: 116 Land- und Forstwirtschaft, 138 produzierendes Gewerbe, 17 Handel und Verkehr, 14 Dienstleistungen und sonstiges. |

#### Kirche und Religion

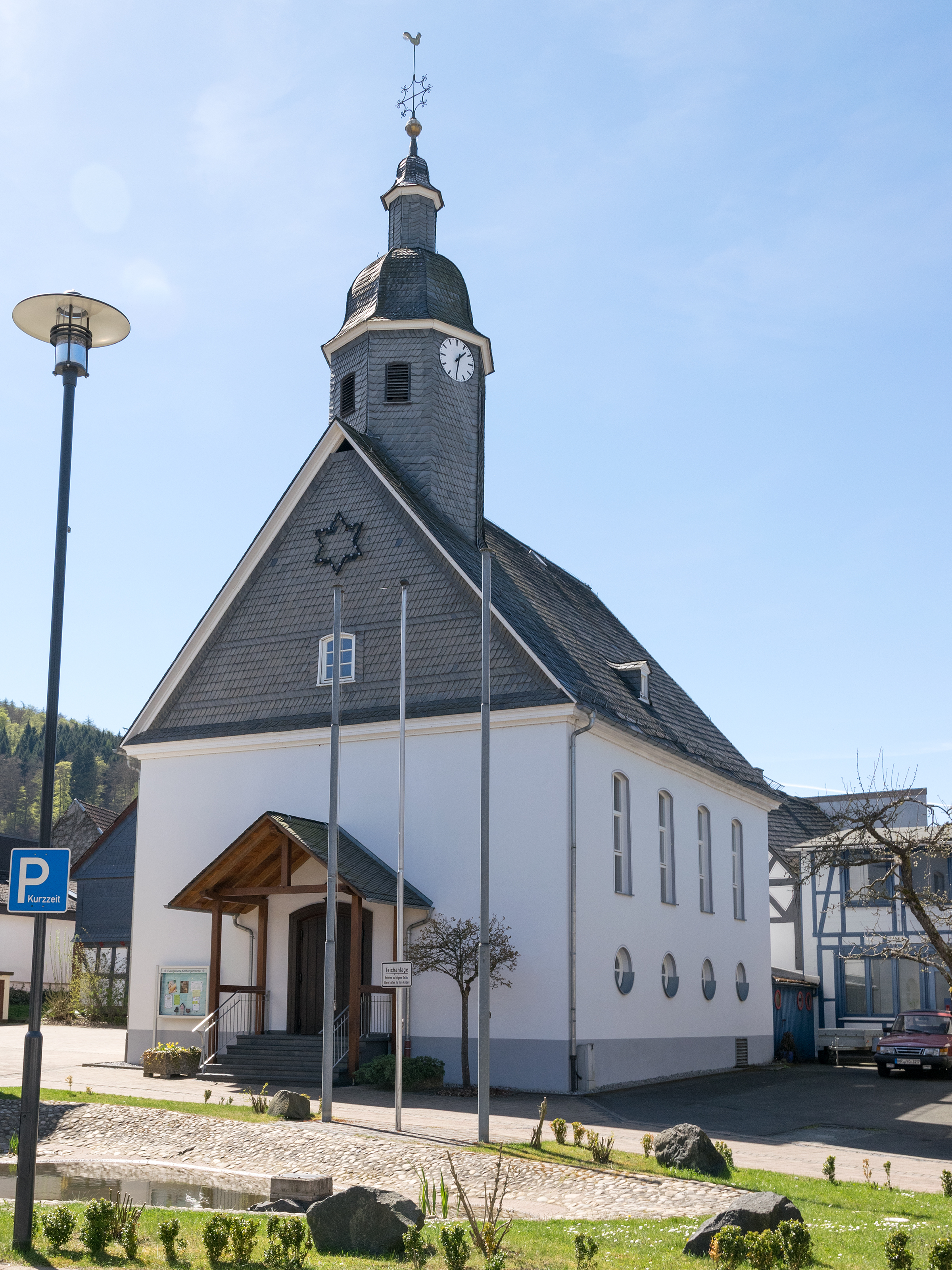
Kirche

Im 15. Jahrhundert stand der Ort unter dem Dekanat Breidenbach des Archidiakonats St. Stephan zu Mainz. Nach Einführung der Reformation wurde er 1577 nach Breidenbach eingepfarrt. Seit 1965 bildet Niederdieten zusammen mit Achenbach und Oberdieten die „Ev. Kirchengemeinde Oberdieten“. Die ursprüngliche Kirche mittelalterlicher Bauart, die dem Heiligen Laurentius geweiht war, wurde wegen Baufälligkeit 1949 durch einen Neubau ersetzt.
Die Einwohner mit römisch-katholischem Glauben, deren Zahl nach dem Zweiten Weltkrieg deutlich zugenommen hat, gehören zur Kirchengemeinde „Maria Himmelfahrt“ in Breidenbach.
Außerdem gibt es im Ort eine stark vertretene Freie evangelische Gemeinde und die Christliche Versammlung.

### Wirtschaft
Im Jahre 1802 werden zwei Mahlmühlen genannt, von denen sich eine am westlichen, eine am südlichen Ortsrand (Heckenmühle) befindet. Auf eine wüste Mühle östlich Niederdieten weist der Flurname „Bei der Alten Mühle“ hin.
Niederdieten war ursprünglich von der Land- und Forstwirtschaft geprägt, die jetzt aber nur noch eine untergeordnete Rolle spielt. Die meisten Erwerbstätigen arbeiten in Firmen der umliegenden Dörfer.

### Schule
In Breidenbach bestand bereits zu Anfang des 17. Jahrhunderts eine eigenständige „Sommer- und Winterschule“. Wann genau Niederdieten die erste eigene Schule hatte, ist nicht bekannt. Das erste Schulgebäude wurde im Jahr 1780 erbaut. 1881 wurde ein neues Schulgebäude neben der damaligen Kirche erbaut. Bereits etwa 50 Jahre später entsprach dieses allerdings nicht mehr den damaligen Anforderungen, so dass am 13. November 1935 ein weiteres neues Schulhaus eingeweiht wurde. Nach dem Zweiten Weltkrieg stieg die Schülerzahl deutlich, es wurde eine zweite Lehrerstelle eingerichtet, die aber 1953 bereits wieder abgezogen wurde.
Seit 1960 bestand in Niederdieten nur noch die Grundschule, die 1970 wegen weiter sinkender Schülerzahlen endgültig geschlossen werden musste. Letzter Lehrer war Heinz Christ.
Im Jahre 1981 erwarb der CVJM-Kreisverband für damals 120.000,- DM das Schulgebäude von der Gemeinde Breidenbach und baute es zu einem Vereinsheim um.

## Politik

### Ortsbeirat
- SPD: 2
- CDU: 3

Niederdieten verfügt als Ortsbezirk über einen Ortsbeirat, bestehend aus fünf Mitgliedern, dessen Vorsitzender ein Ortsvorsteher, derzeit Werner Karl (CDU), ist. Für die Sitzverteilung siehe die nebenstehende Grafik.

### Wappen und Flagge
Der Hessische Minister des Innern genehmigte das Wappen am 7. Juli 1958 mit folgender Beschreibung:
| Wappen von Niederdieten | Blasonierung: „In Gold ein vierblättriges grünes Kleeblatt, auf goldenem Grund, bewinkelt von vier schwarzen Rauten.“ |
| Wappen von Niederdieten | Wappenbegründung: Das Wappen des Ortes verbindet die im Ort ehemals vorherrschende Landwirtschaft, die durch das Kleeblatt symbolisiert wird, mit den Rauten aus dem Wappen der Herren von Selbach (Waldeck), die zu den ortsadligen Geschlechtern gehörten und in Niederdieten Grundbesitz hatten. |

Die nichtamtliche Dorfflagge ist dreigeteilt in Grün, Gold und Grün; das Wappen ist auf der breiteren Mittelbahn aufgelegt.

## Vereine
In Niederdieten gibt es eine Vielzahl an Vereinen. Es gibt die DRK-Seniorengymnastik, den Feuerwehrverein, die Freiwillige Feuerwehr, eine Jugendfeuerwehr, die Interessengemeinschaft Freibad Niederdieten, den Jugendclub, den Kulturverein, eine Männergymnastikgruppe, den Obst- und Gartenbauverein und den Tennisclub (mit drei Asche-Tennisplätzen).

## Wirtschaft und Infrastruktur

### Öffentliche Einrichtungen

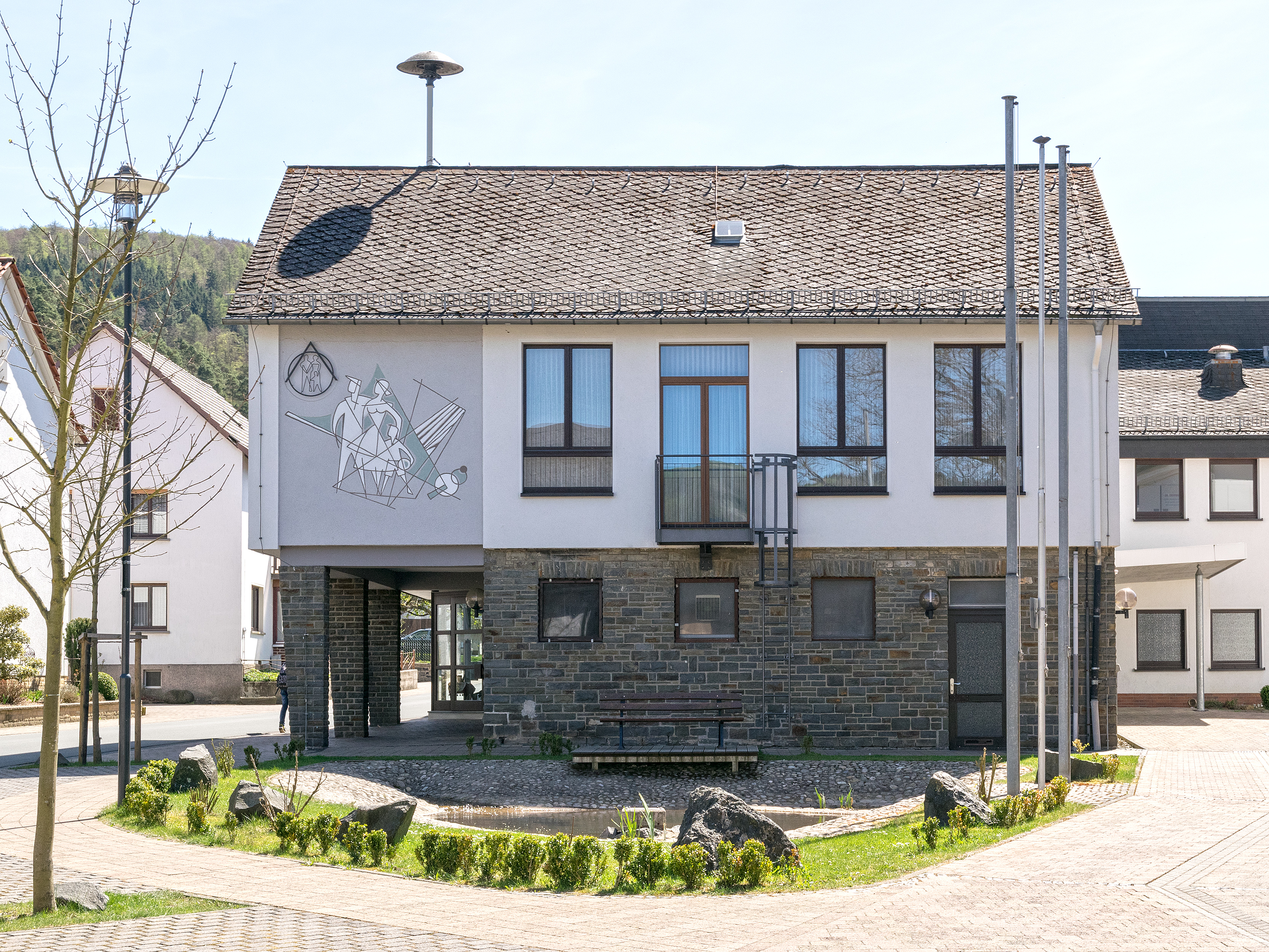
Dorfgemeinschaftshaus

Im Ort befinden sich ein Freibad, ein Dorfgemeinschaftshaus, das CVJM-Heim und ein Dorfcafé.

### Unternehmen
Seit 1972 gibt es als Mittelstandsbetrieb das Unternehmen Müller-Formenbau, welches Vorserien- und Serienformen im Druckguss-Bereich herstellt. Zurzeit sind dort ca. 60 Mitarbeiter angestellt.

## Verkehr
Der Ort ist durch folgende Buslinien über die beiden Haltestellen B253 und Talweg an das ÖPNV-Netz des RMV angebunden:
- X41: Dillenburg–Eschenburg–Biedenkopf (und zurück) (Expressbus)
- MR-51: Biedenkopf–Niedereisenhausen–Friedensdorf–Biedenkopf
- MR-52: Biedenkopf–Friedensdorf–Niedereisenhausen-Biedenkopf